# Digenethle uhligi
Digenethle uhligi är en skalbaggsart som beskrevs av Allard 1995. Digenethle uhligi ingår i släktet Digenethle och familjen Cetoniidae. Inga underarter finns listade i Catalogue of Life.